# Baldev
Baldev är en ort i Indien.   Den ligger i distriktet Mathura och delstaten Uttar Pradesh, i den norra delen av landet, 150 km söder om huvudstaden New Delhi. Baldev ligger 179 meter över havet och antalet invånare är 10 536.
Terrängen runt Baldev är mycket platt. Runt Baldev är det tätbefolkat, med 881 invånare per kvadratkilometer. Närmaste större samhälle är Mathura, 18,3 km nordväst om Baldev. Trakten runt Baldev består till största delen av jordbruksmark.